# Mamá también
Mamá también es una serie de televisión colombiana producida por Teleset para RCN Televisión. Es una serie con un contenido muy importante para la sociedad, debido a que su trama gira en torno al Embarazo a temprana edad y trata algunos otros temas sobre los adolescentes tales como: la drogadicción, el alcoholismo y el bullying, con un alto grado de responsabilidad social.
Esta protagonizada por Ana María Estupiñan, Juanita Arias, Estefanía Piñeres Duque, Variel Sánchez y cuenta con la actuación estelar de Carolina Cuervo.

## Sinopsis
Un grupo de adolescentes (hombres y mujeres), aunque de diferentes estratos sociales, tienen algo en común: la difícil realidad de un embarazo no planeado. A través de sus historias conoceremos todo lo que rodea el embarazo en la adolescencia: los sueños truncados, el rechazo de la sociedad, el machismo, la adopción, el debate del aborto y la indiferencia del estado. Estos jóvenes asisten al mismo colegio y enfrentan las dificultades que traen el amor y la sexualidad, en la edad que las hormonas dominan el cuerpo. 
La historia comienza en medio de crisis personal, familiar, de identidad o sentimental de nuestros personajes, quienes durante el transcurso del año escolar irán tejiendo odios, venganzas y amores, que llevarán a algunos de ellos a admitir que aunque no estaban preparados, a su edad se puede ser Mamá También. Entre los estudiantes se destaca Mariana Cadavid, de 16 años, una chica de clase media baja, quien fue escogida como una de las mejores estudiantes del país, pero su vida se verá trastocada al conocer a William, de 20 años, procedente de una zona rural, que entra a estudiar al colegio. Estos dos jóvenes se verán envueltos en una relación amorosa, que tendrá sus consecuencias. Andrea Turbay es una nueva alumna, de 18 años, proveniente de una familia adinerada de la clase alta, ella fue expulsada del colegio más prestigioso y costoso del país por convocar una orgia en la piscina en su colegio de origen,  tendrá que enfrentarse a ser la diferente entre sus compañeros, a los posibles nuevos novios de su madre y a la partida de su novio al exterior. Otro caso parecido es el de Bryan Pinto, un joven estudiante de clase baja, hijo de la cocinera del colegio. Por su condición humilde es objeto de burlas y rechazo auspiciado por la terrible Leticia Amaya. Está mujer de 17 años proviene de una familia disfuncional de clase media acomodada, permanece en las drogas para huir de sus problemas. En este terreno de hormonas en ebullición, los jóvenes se verán enfrentados a la maternidad a temprana edad, como el caso de Andrea, quien ensañará que el embarazo es la salida a sus problemas, o como del caso de Leticia, producto de una violación por venganza.
Epílogo: Después del matrimonio de Mariana y William, Andrea termina su relación sentimental con Martín y sigue su carrera universitaria con su hija en brazos. Leticia queda al lado de Javier, un muchacho que conoció en la clínica de rehabilitación donde estaba internada por su adicción a las drogas. Adela queda nuevamente embarazada y se va a vivir junto con Bryan a Cali. Carolina adoptó a Julia, la hija de Letty y descubre que está embarazada. Meses después los Cadavid llegan al aeropuerto para despedirse de Mariana quien partirá rumbo a Buenos Aires, Argentina para estudiar administración de empresas.

## Elenco

### Personajes principales
- Ana María Estupiñan - Mariana Cadavid
- Juanita Arias - Andrea Turbay
- Estefanía Piñeres Duque - Leticia "Letty" Amaya
- Variel Sánchez - Bryan Pinto
- Carolina Cuervo - Carolina Medina (Profesora De Educación Sexual).
- Felipe Correa - William Poveda (Novio de Mariana).
- John Alexander Mirque - Fabio Lema (Mejor amigo de Letty.
- Carlos Congote - Genaro Atuesta (Rector del colegio).

### Personajes secundarios
- Óscar Mauricio Rodríguez - Farid Galvis (Profesor de educación física).
- Lisbeth Cepeda - Magdalena "Magda" Llinás (Psicóloga del colegio).
- Tania Fálquez - Eloisa de Cadavid (Madre de Mariana y Milena).
- Julio Sánchez Cóccaro - Ángel Cadavid (Padre de Mariana y Milena).
- Javier Delgiudice - Antonio Turbay (Padre de Andrea y exesposo de Claudia).
- Marcela Bustamante - Claudia Turbay (Madre de Andrea y exesposa de Antonio).
- Jorge López - César Amaya (Padre de Letty y Pascual, esposo de Victoria).
- Marcela Gallego - Victoria de Amaya (Madre de Letty y Pascual, esposa de César).
- Aura Helena Prada - Dora Pinto (Madre de Bryan).
- Anny Pérez - Juana Turbay
- Miguel González - Pascual Amaya (Hermano de Letty y novio de Johanna. Ex mejor amigo de Rocco).
- Laura de León - Johanna Vargas (Mejor amiga de Mariana y novia de Pascual).
- Nicole Santamaría - Tania (Exnovia de William).
- Valeria Chagui - Milena Cadavid (Hermana De Mariana).

### Invitados Especiales
- Didier van der Hove - Pablo Olarte (Novio de Claudia y padre de Martin).
- Laura Torres - Carolina Medina (joven) / Sofia Prieto (Hija de Carolina Medina).
- Sebastián Eslava - Martín Olarte (hermanastro/novio de Andrea).
- Carlos Fernández - Gabriel Medina (Esposo de Carolina).
- Mike Moreno - Julián (Compañero de clases).
- Juan David Agudelo - Samuel Hoyos (Exnovio de Andrea).
- Laura Junco - Adela Ramírez (Novia de Bryan).
- Diego Garzon Flores - Rodrigo "Rocco" Munera (Ex DJ de la emisora del colegio y ex mejor amigo de Pascual. Asesinado en la cárcel por reclusos).
- Patricia Castaño - Leonor Ramírez (Madre de Adela).
- Luz Myriam Guarin - Sonia Múnera (Madre de Rodrigo "Rocco" Múnera).
- Harold Fonseca - Octavio Valencia (Padrastro de Adela. Capturado por la policía, termina en la cárcel).
- Hernán López Neira - Santiago Hoyos (Padre de Samuel).
- Emma Carolina Cruz - Jimena Hoyos (Madre de Samuel).
- Ricardo Mejía - Mauricio Guarín (Compañero de prisión de Rocco. Abatido por la policía tras el intento de fuga).
- Victoria Gaitán - Lala (Mejor amiga de Andrea).
- Andrés Simón - Pipe (Mejor amigo de Samuel y Andrea).
- Gabriel González - Padre (Amigo de la madre de "Rocco")
- fredy lagos - Comandante Cardona (Jefe de la Policía)
- carlos carrero - Arley Vazquez el diablo (cómplice de octavio y compañero de prisión de guarin y rocco capturado por la policía asesino a Rocco en la cárcel recapturado por la policía tras el intento de fuga)
- juan pablo montaño -edgar (cómplice del diablo y compañero de prisión de guarin y rocco Asesinado en la cárcel por reclusos)
- Pedro Bustamante Zarate - Rosendo Andrade  (abogado de octavio y guarin)

## Premios y nominaciones

### Premios India Catalina
| Edición                                        | Categoría          | Nominada          | Resultado | Ref.        |
| ---------------------------------------------- | ------------------ | ----------------- | --------- | ----------- |
| XXX Premios India Catalina 15 de marzo de 2014 | Revelación del año | Estefanía Piñeres | Nominada  | [ 2 ] [ 3 ] |

### Premios TVyNovelas
| Edición                                       | N° de Nominaciones | Categoría        | Resultado |
| --------------------------------------------- | ------------------ | ---------------- | --------- |
| XXIII: Premios TVyNovelas 29 de marzo de 2014 | 6 Nominaciones     | Mejor Producción | Nominados |

## Ficha técnica
Realización y producción Teleset, para RCN Televisión
- Productor general: Agustín Restrepo Isaza
- Productora:  Juli Marcela Sierra Alarcón
- Director:  Israel Sánchez, Camilo Quimbayo
- Director asistente:  Felipe Paredes
- Director de arte Teleset: Juan Fernando Pérez
- Script: Luz Edith Cabrera, Johana García Gómez
- Sonido: Enrique Castiblanco, Over Sánchez
- Jefe de casting: Alberto Rodríguez
- Diseñadora:  Lina Carvajal
- Diseñadora de maquillaje:  Marinella Pinto